# تشارلز كيني
تشارلز كيني (19 مايو 1929 في المملكة المتحدة - 9 سبتمبر 1996 في المملكة المتحدة) (بالإنجليزية: Charles Kenny)‏ هو لاعب كريكت بريطاني. لعب مع نادي مقاطعة ساسكس للكريكت ‏ ونادي جامعة كامبريدج للكريكيت ‏.

## وصلات خارجية
- تشارلز كيني على موقع إي آس بي آن كريك إنفو (الإنجليزية)